# مؤسسة العين للرعاية الاجتماعية
مؤسسة العين للرعاية الاجتماعية مؤسسة إنسانية مستقلة ذات نفع عام تُعنى بشؤون يتامى شهداء الحشد الشعبي ويتامى الشهداء من ضحايا العمليات الإرهابية في العراق وكذلك يتامى المتوفين وفاة طبيعية ممن هم بحاجة إلى رعاية، تم تأسيس المؤسسة يوم 13 كانون الثاني 2006، ولها الآن مقر رئيس في وفرعان وستة مكاتب في بغداد و17 فرع و20 مكتب في المحافظات العراقية المختلفة، إضافة إلى 13 مكاتب خارج العراق، بلغ عدد اليتامى المكفولين لدى المؤسسة لغاية عام 2015 أكثر من 30 ألف يتيم، بينما بلغت الميزانية الكلية المصروفة للمؤسسة حتى عام 2015 حوالي 90,859,893,942 دينار عراقي، رئيس المؤسسة الحالي أحمد عبد الحسين راضي والأمين العام أمجد رياض السعدي.

## طالع ايضاً
- علي السيستاني